# Live (Alan Parsons)
Live è il primo album dal vivo da solista di Alan Parsons, pubblicato nel 1994 dalla Arcade Records.

## Live (1994)
Alan Parsons dopo la pubblicazione, il 26 ottobre del 1993, dell'album Try Anything Once nel maggio del 1994 comincia un tour europeo, di nove date, che rappresenta il primo tour di Parsons in quasi 20 anni di attività discografica. In questo tour si presenta come Alan Parsons Live Project, e vi chiama a partecipare Ian Bairnson, Richard Cottle, Andrew Powell, Stuart Elliott, Jeremy Meek, Chris Thompson e Gary Howard. Dal tour viene estratto l'album Live, prima registrazione dal vivo di Alan Parsons, pubblicato nel 1994 solo in Europa. L'album comprende brani tratti dal repertorio realizzato da Parsons assieme a Eric Woolfson con il The Alan Parsons Project.
La grafica e la copertina sono curate da Storm Thorgerson e Peter Curzon.
Dall'album vengono estratti e pubblicati come singoli Luciferama e The Raven nel 1994.

### Tracce
Testi e musiche di Eric Woolfson e Alan Parsons; edizioni musicali Arcade Records e Off World.
1. Sirius (Eye in the Sky - 1982) – 2:25 – Strumentale
2. Eye In The Sky (Eye in the Sky - 1982) – 4:55
3. Luciferama (Eve - 1979 • Eye in the Sky - 1982) – 4:56 – Strumentale
4. Old And Wise (Eye in the Sky - 1982) – 4:49
5. Psychobabble (Eye in the Sky - 1982) – 5:22
6. The Raven (Tales of Mystery and Imagination - Edgar Allan Poe - 1976) – 5:39
7. Time (The Turn of a Friendly Card - 1980) – 5:08
8. You're Gonna Get Your Fingers Burned (Eye in the Sky - 1982) – 4:18
9. Prime Time (Ammonia Avenue - 1984) – 5:15
10. Limelight (Stereotomy - 1986) – 4:40
11. Don't Answer Me (Ammonia Avenue - 1984) – 4:13
12. Standing On Higher Ground (Gaudi - 1987) – 5:30

Durata totale: 57:10

## The Very Best Live (1995)
Nel marzo del 1995 l'album Live viene pubblicato anche negli USA col titolo The Very Best Live, con una copertina differente, e con l'aggiunta di tre bonus track, registrate appositamente al ParSonics nel febbraio del 1995, When, Take The Money And Run e la cover di You're The Voice di John Farnham dall'album Whispering Jack del 1986.
Come per Live, a parte le tre bonus track, L'album comprende brani tratti dal repertorio realizzato da Parsons assieme a Eric Woolfson con il The Alan Parsons Project.
La grafica e la copertina sono curate da Storm Thorgerson e Peter Curzon.
The Very Best Live verrà ripubblicato per il mercato europeo nel 1999

### Tracce
Testi e musiche di Eric Woolfson e Alan Parsons; edizioni musicali BMG.
1. Sirius (Eye in the Sky - 1982) – 2:26 – Strumentale
2. Eye In The Sky (Eye in the Sky - 1982) – 5:05
3. Psychobabble (Eye in the Sky - 1982) – 5:31
4. The Raven (Tales of Mystery and Imagination - Edgar Allan Poe - 1976) – 5:59
5. Time (The Turn of a Friendly Card - 1980) – 5:19
6. Luciferama (Eve - 1979 • Eye in the Sky - 1982) – 5:04 – Strumentale
7. Old And Wise (Eye in the Sky - 1982) – 4:52
8. You're Gonna Get Your Fingers Burned (Eye in the Sky - 1982) – 4:27
9. Prime Time (Ammonia Avenue - 1984) – 5:28
10. Limelight (Stereotomy - 1986) – 4:49
11. Don't Answer Me (Ammonia Avenue - 1984) – 4:29
12. Standing On Higher Ground (Gaudi - 1987) – 5:17
13. When (Bonus track) – 4:16 (Ian Bairnson)
14. Take The Money And Run (Bonus track) – 6:18 (Andrew Powell, Stuart Elliott)
15. You're The Voice (Bonus track) – 5:07 (Andy Qunta, Chris Thompson, Keith Reid, Maggie Ryder) – Cover di You're The Voice di John Farnham dall'album Whispering Jack del 1986

Durata totale: 74:27

## Formazione
Alan Parsons Live Project
- Alan Parsons – tastiere, chitarra acustica, cori
- Gary Howard – voce
- Chris Thompson – voce
- Ian Bairnson – chitarra solista
- Jeremy Meek – basso, cori
- Richard Cottle – tastiere, sassofono
- Stuart Elliott – batteria, sintetizzatore
- Andrew Powell - tastiere

The Very Best Live (1995)
- Alan Parsons - tastiere e chitarra ritmica (tracce 13,14 e 15)
- Chris Thompson - voce (tracce 13 e 15)
- Stuart Elliott - voce (traccia 14)
- Andew Powell - tastiere (tracce 13,14 e 15)
- Richard Cottle - tastiere e sassofono (tracce 13,14 e 15)
- Ian Bairnson - chitarra solista (tracce 13,14 e 15)
- Felix Krish - cori e basso (tracce 13,14 e 15)
- Stuart Elliott – batteria (tracce 13,14 e 15)

## Masterizzazione
Presso il Chop Em Out di Simon Heyworth a Londra.

## Classifiche
| Nazione     | Miglior posizione in classifica | Settimane di permanenza |
| ----------- | ------------------------------- | ----------------------- |
| Svezia      | 25º                             | 3                       |
| Paesi Bassi | 32º                             | 10                      |
| Germania    | 86º                             | 7                       |